# Madaglymbus fairmairei
Madaglymbus fairmairei är en skalbaggsart som först beskrevs av Zimmermann 1919.  Madaglymbus fairmairei ingår i släktet Madaglymbus och familjen dykare. Inga underarter finns listade i Catalogue of Life.